# Бевърли Хилс Чихуахуа 2
„Бевърли Хилс Чихуахуа 2“ (на английски: Beverly Hills Chihuahua 2) е издадено директно на DVD продължение на семейния комедиен филм „Бевърли Хилс Чихуахуа“ (2008), и е вторият филм от поредицата „Бевърли Хилс Чихуахуа“. Режисиран от Алекс Зам, с участието на Джордж Лопез, Одет Анабъл и Закари Гордън, филмът фокусира на Папи и Клоуи, които са женени с пет кученца. Филмът е пуснат от Walt Disney Studios Home Entertainment на 1 февруари 2011 г. на DVD и Blu-ray.
Другото продължение – „Бевърли Хилс Чихуахуа 3: Вива ла фиеста“, е пуснат на 18 септември 2012 г.